# Jan Falandys
Jan Falandys (ur. 18 czerwca 1956 w Sokołowie Małopolskim) – polski zapaśnik, reprezentant Polski, olimpijczyk. Reprezentował barwy Stali Rzeszów. Startował w stylu wolnym w kategorii wagowej 48 kg. 20-krotny mistrz Polski (10-krotny indywidualny i 10-krotny drużynowy mistrz Polski), zdobył też dwukrotnie brązowy medal mistrzostw świata (San Diego, 1979 r.; Kijów, 1983 r.) oraz srebrny (Bukareszt, 1979 r.) i brązowy (Budapeszt, 1983 r.) medal mistrzostw Europy. Reprezentował Polskę na igrzyskach olimpijskich w Moskwie w 1980, gdzie zajął czwarte miejsce. Na turnieju Przyjaźń-84, w Sofii zdobył brązowy medal.